# Salem Heights (Ohio)
Salem Heights é um lugar designado pelo censo localizado no condado de Hamilton no estado estadounidense de Ohio. No Censo de 2010 tinha uma população de 3.839 habitantes e uma densidade populacional de 901,06 pessoas por km².

## Geografia
Salem Heights encontra-se localizado nas coordenadas 39° 03′ 56″ N, 84° 23′ 02″ O. Segundo o Departamento do Censo dos Estados Unidos, Salem Heights tem uma superfície total de 4.26 km², da qual 4.26 km² correspondem a terra firme e (0%) 0 km² é água.

## Demografia
Segundo o censo de 2010, tinha 3.839 habitantes residindo em Salem Heights. A densidade populacional era de 901,06 hab./km². Dos 3.839 habitantes, Salem Heights estava composto pelo 95.47% brancos, 1.33% eram afroamericanos, 0.42% eram amerindios, 1.25% eram asiáticos, 0% eram insulares do Pacífico, 0.16% eram de outras raças e o 1.38% pertenciam a duas ou mais raças. Do total da população 1.41% eram hispanos ou latinos de qualquer raça.